# Premis Carles Santos de la Música Valenciana
Els Premis Carles Santos de la Música Valenciana són uns guardons creats per l'Institut Valencià de Cultura, que depén de la Conselleria d'Educació, Investigació, Cultura i Esport de la Generalitat Valenciana. Tenen com a objectiu reconéixer, incentivar i promocionar els artistes i la indústria musical al País Valencià.
Es convocaren per primera vegada en 2018, amb el nom del compositor vinarossenc, i consten de 16 categories que engloben diferents estils musicals i reconeixen també les millors produccions discogràfiques.
La 2a edició, en 2019, va incloure una nova categoria, el Premi del públic, atorgat mitjançant el web entre els nominats i nominades de la resta de categories.
A la 5a edició, celebrada el 2022, la categoria de Millor disc de recuperació de patrimoni musical, es va dividir en dues: Millor disc de música antiga i barroca i Millor disc de música clàssica.

## 2018
La 1a edició es va celebrar el 8 de novembre al Teatre Principal de Castelló. La gala va ser retransmesa en directe per À Punt. El grup novell, Els Jóvens fou el gran destacat de l'edició, emportant-se els 3 premis als quals estaven nominats.
| Categories                                      | Guanyadors                                                                  | Nominats |
| ----------------------------------------------- | --------------------------------------------------------------------------- | --- |
| Artista revelació                               | Els Jóvens per Els Jóvens                                                   | Borriana Big Band per D'ací Els Jóvens per Els Jóvens Eva Olivencia per Diferente Fru Katinka per Fru Katinka |
| Millor disc de cançó d'autor                    | June’s Kaleidoscope per Brave journey into the English Sea                  | Andreu Valor per Poemitza't Feliu Ventura amb Xerramequ i els Aborígens per Sessions ferotges June’s Kaleidoscope per Brave journey into the English Sea Pau Alabajos per Ciutat a cau d'orella                                 |
| Millor disc de música de repertori              | Amores Grup de Percussió per Stockhausen & Hildegard: Dreizehn              | Amores Grup de Percussió per Stockhausen & Hildegard: Dreizehn B3: Brouwer Trio per 15B3 Grup Instrumental de València per 25 aniversari Ricercare Moonwinds per Le jour de l'an                                                |
| Millor disc de recuperació de patrimoni musical | Capella de Ministrers per Arrels                                            | Capella de Ministrers per Arrels Música Trobada per Pasqual Fuentes: Ab llicèncie o sens ella Orquestra Filharmònica de la Universitat de València per La música del grup dels joves Piacere dei Traversi per Isabel de Villena |
| Millor disc de música d'arrel                   | Pep Gimeno ‘Botifarra’ i Ahmed Touzani per De banda a banda del Mediterrani | Capella de Ministrers per La ruta de la seda Jonatan Penalba per De soca-rel Pep Gimeno ‘Botifarra’ i Ahmed Touzani per De banda a banda del Mediterrani Rascanya per Auia                                                      |
| Millor disc de fusió, mestissatge i urbana      | Carles Dénia per Cant espiritual                                            | Auxili per Tresors Carles Dénia per Cant espiritual El Tio la Careta per Grita Frida per Gegants |
| Millor disc de jazz                             | Sedajazz Big Band per Compèndium                                            | Alexey Leon Quintet per Cuban connection Sedajazz Big Band per Compèndium Spanish Brass per Puro de oliva Ximo Tebar per Con alma                                                                                               |
| Millor disc de pop                              | Novembre Elèctric per Quart minvant                                         | Carles Pastor per Andròmina Novembre Elèctric per Quart minvant Òscar Briz per No caure és que m'agafes de les mans Vera Green per Blablablablá                                                                                 |
| Millor disc de rock                             | La Raíz per Nos volveremos a ver                                            | Johnny B. Zero per Suicide watermelon stories Junior Mackenzie per Files of life La Habitación Roja per Memoria La Raíz per Nos volveremos a ver                                                                                |
| Millor disc per a xiquets i xiquetes            | Dani Miquel per De por                                                      | Canta Canalla per Canta Canalla Dani Miquel per De por Trobadorets per A xalar Xis i Pum per Xis i Pum van a l'escola |
| Millor cançó                                    | Els Jóvens per Anís Tenis                                                   | Auxili per Hui la liem June's Kaleidoscope per Best hotel room we've ever had Els Jóvens per Anís Tenis Òscar Briz per Enric, Empar i la mar                                                                                    |
| Millor disseny                                  | Noemí Larred per Quart minvant de Novembre Elèctric                         | Acid Cookies per Nòmada Carles Dénia per Cant espiritual Jonatan Penalba per De soca-rel Novembre Elèctric per Quart minvant |
| Millor vídeo musical                            | Marino Darés per Haze de Junior Mackenzie                                   | Auxili per Hui la liem Junior Mackenzie per Haze Prozak Soup per L'empastre de sempre Santero y los Muchachos per Ventura |
| Millor gira                                     | La Raíz                                                                     | Capella de MinistrersDani MiquelLa Habitación RojaLa Raíz |
| Millor disc                                     | Els Jóvens per Els Jóvens                                                   | Tots els nominats a categories de millor disc per estils |
| Premi honorífic                                 | Vicent Torrent                                                              | Sense nominats |

## 2019
La 2a edició dels premis es va celebrar el 12 de desembre del 2019 al Teatre Principal de València. La televisió pública À Punt va retransmetre la gala en directe. El grup Gener va ser el gran triomfador, amb 3 guardons.
| Premis                                          | Guanyadors                                                         | Nominats |
| ----------------------------------------------- | ------------------------------------------------------------------ | --- |
| Artista o grup revelació                        | Caguama Trio                                                       | La Fúmiga Jazzmatics Valira Caguama Trio |
| Millor disc de cançó d'autor                    | Mireia Vives i Borja Penalba per Cançons de fer camí               | Miquel Gil per Geometries Mireia Vives i Borja Penalba per Cançons de fer camí Feliu Ventura per Convocatòria Mara Aranda per Trobairitz                                                                       |
| Millor disc de música de clàssica contemporània | Spanish Brass per XXX                                              | Spanish Brass per XXX David Fons per Viola opression Ensemble de Flautas per Pachamama. Dances of the Earth Josep Vicent & ADDA per Música per a les emocions                                                  |
| Millor disc de recuperació de patrimoni musical | Èlia Casanova i La Tendresa per L'universo sulla pelle             | Èlia Casanova i La Tendresa per L'universo sulla pelle Capella de Ministrers per El Grial Capella de Ministrers per Lucretia Borgia Harmonia del Parnàs per 15                                                 |
| Millor disc de música tradicional               | Spanish Brass amb Carles Dénia per Mira si hem corregut terres     | Sis Veus per Els dies i les dones Spanish Brass amb Carles Dénia per Mira si hem corregut terres Xavier de Bétera per Empremtes Aljub per De les restes dels naufragis                                         |
| Millor disc de fusió i mestissatge              | El Diluvi per Junteu-vos                                           | El Diluvi per Junteu-vos La Trocamba Matanusca per A pic i pala Insoma per Incandescent El Tio la Careta per Grita rebélate                                                                                    |
| Millor disc de música urbana                    | Tesa per Rural                                                     | Tòrtel i Jordi Sapena per Cuineres i cuiners El Hombre Viento per Del amor y otras historias Fran Yera per Cuidados violentos Tesa per Rural                                                                   |
| Millor disc de jazz                             | David Pastor per Film sessions                                     | Viktorija Pilatovic per The only light Tariq per Tariq Ales Cesarini & Payoh Soul Rebel per Dandelion David Pastor per Film sessions                                                                           |
| Millor disc de pop                              | Gener per Cante el cos elèctric                                    | Sole Giménez per Mujeres de música VerdCel per Bifocal: ras i pols Mireia Vilar per La plaga Gener per Cante el cos elèctric                                                                                   |
| Millor disc de rock                             | Mafalda per Palabras forman caos                                   | Neus Ferri per Canciones de amor al odio Mafalda per Palabras forman caos Funkiwis per Baile de buitres Tardor per El mal pas                                                                                  |
| Millor disc de música per a famílies            | Ramonets per Fes-t'ho tu mateix                                    | Ramonets per Fes-t'ho tu mateix Rodamons Teatre per EmocioAnant La Pop per Vol. 2 Canta Canalla per Revolucions per menuts                                                                                     |
| Millor cançó                                    | El Diluvi, per Heroïnes de la fosca nit                            | El Diluvi, per Heroïnes de la fosca nit Gem per Ona electromagnètica Funkiwis per Baile de buitres La Fúmiga per Mediterrània                                                                                  |
| Millor disseny                                  | Víctor Puchalski i Enric Alepuz per Cante el cos elèctric de Gener | Ortogràfic per Ed Bloom d'Ed Bloom Fran Rodríguez per Ecos de aventura de Valira Antonio Mateo i Ariadna Rodríguez per El mal pas de Tardor Víctor Puchalski i Enric Alepuz per Cante el cos elèctric de Gener |
| Millor vídeo musical                            | Prozak Soup per Come on                                            | Prozak Soup per Come on Badlands per Weak men cherish El Diluvi per Heroïnes de la fosca nit Xavi Sarrià i Roba Estesa per Com animals salvatges                                                               |
| Millor gira                                     | Zoo per Zoofinaltour                                               | Zoo El Diluvi Mafalda Harmonia del Parnàs |
| Millor disc                                     | Gener per Cante el cos elèctric                                    | Tots els nominats a categories de millor disc per estils |
| Premi honorífic                                 | Projecte didàctic Com Sona l'ESO                                   | Sense nominats |
| Premi del públic                                | La Fúmiga                                                          | Atorgat per votació a través del web |

## 2020
La 3a edició es va celebrar el 9 de desembre de 2020 al Teatre Principal d'Alacant. La gala va ser restransmesa en directe per À Punt. Andreu Valor destacà amb dos guardons
| Premis                                          | Guanyadors                                                           | Nominats |
| ----------------------------------------------- | -------------------------------------------------------------------- | --- |
| Artista o grup revelació                        | Laura Esparza i Carlos Esteban per Mare natura                       | Laura Esparza i Carlos Esteban per Mare natura Pete Lala per Colors Ana Zomeño per Taller de canciones Mo'roots per Ressorgiran                                                                                                 |
| Millor disc de cançó d'autor                    | Andreu Valor per Insurrecte                                          | Pau Alabajos per Les hores mortes VerdCel per SOS Andreu Valor per Insurrecte Eva Gómez per El cel i les formes del vent |
| Millor disc de música de clàssica contemporània | Spanish Brass i Albert Guinovart per Les aventures de Monsieur Jules | Spanish Brass i Albert Guinovart per Les aventures de Monsieur Jules Cor de Cambra Ad Libitum per Essència José Luis Estellés per Fin du temps Amores Grup de Percussió per 30 anys                                             |
| Millor disc de recuperació de patrimoni musical | Ensemble Alfonsí per Instrumentos para loar a Santa María            | Capella de Ministrers per Germanies Piacere dei Traversi per El mecenatge de Germana de Foix Ensemble Alfonsí per Instrumentos para loar a Santa María Plaerdemavida Ensemble per Sons de Llevant                               |
| Millor disc de música d'arrel                   | Marala per A trenc d'alba                                            | Marala per A trenc d'alba Christian Penalba per Canvis Duna per Terra Urbàlia Rurana per Pastorets i pastoretes. Cançons valencianes de Nadal                                                                                   |
| Millor disc de fusió i mestissatge              | Jonatan Penalba per Reversions                                       | Jonatan Penalba per Reversions Jamaican Jazz Lovers per Titán Tarquim per A Cuba Pool Jazz per Indibidingui |
| Millor disc de música urbana                    | Cactus per Roma                                                      | Jazzwoman per Malèfica Cactus per Roma Atupa per Foríssima Blackfang per A foc lent |
| Millor disc de jazz                             | Manolo Valls Quintet per El ball de les muses                        | Eva Romero & Manuel Hamerlinck per Victor Young Tribute Chema Peñalver per Sophisticated clarinet Pepe Zaragoza per La cala de l'encís Manolo Valls Quintet per El ball de les muses                                            |
| Millor disc de pop                              | Smoking Souls per Translúcid                                         | Sierra Leona per Cruzar un río Polock per Romance Smoking Souls per Translúcid Néstor Mir per Un immens i infinit continent |
| Millor disc de rock                             | Johnny B. Zero per Metronomy of sound                                | Badlands per Tornado Ciudad Jara per Donde nace el infarto Johnny B. Zero per Metronomy of sound Indian Hawk per Death & taxes                                                                                                  |
| Millor disc de música familiar                  | Dani Miquel per Desfem                                               | Èlia Casanova per Nana Dani Miquel per Desfem Marcel el Marcià per Marcel canta Al Tall Trobadorets per Paco, com ens fas xalar                                                                                                 |
| Millor cançó                                    | Badlands per Tornado                                                 | Badlands per Tornado Ciudad Jara per Bailé Jazzwoman per Amor i amistat Johnny B. Zero per Characters |
| Millor disseny                                  | Virginia Lorente per Los años líquidos de Llum                       | Virginia Lorente per Los años líquidos de Llum Enric Alepuz per Doble exposición de Capricornio Uno Münster Studio per Tridimensional de Nuc Gerengo per Donde nace el infarto de Ciudad Jara                                   |
| Millor vídeo musical                            | Build from the roof per City walls de We Used To Pray                | Nil Pagès i Martí Colomer per L'amor que fem de El Diluvi Icònic Film per El preparat de La Fúmiga Build from the roof per City walls de We Used To Pray Juan Carlos Cembreros per Embrace capitalism de Abraxas Techno Project |
| Millor gira                                     | Andreu Valor per Insurrecte                                          | Andreu Valor per Insurrecte Film Symphony Orchestra per FSO Tour 19-20 El Diluvi per Vine amb mi Harmonia del Parnàs per Harmonia 15                                                                                            |
| Millor disc                                     | Ciudad Jara per Donde nace el infarto                                | Tots els nominats a categories de millor disc per estils |
| Premi honorífic                                 | Juli Bustamante                                                      | Sense nominats |
| Premi del públic                                | Cor de Cambra Ad Libitum per Essència                                | Atorgat per votació a través del web |

## 2021
La 4a edició es va celebrar el 26 de novembre de 2021 al Teatre Principal de Castelló de la Plana. La gala va ser retransmesa en directe per A Punt. Zoo, qui es va emportar 3 guardons, va ser el triomfador de la nit. Sandra Monfort i el Grup de Ball Popular Les Folies de Carcaixent van obtenir 2 guardons cadascun.
| Premis                                          | Guanyadors                                                           | Nominats |
| ----------------------------------------------- | -------------------------------------------------------------------- | --- |
| Artista o grup revelació                        | Sandra Monfort per Niño Reptil Ángel                                 | Sandra Monfort per Niño Reptil Ángel Las Libelu per Otro mundo Twin per Twin Esther per Les teues ales |
| Millor disc de cançó d'autor                    | Óscar Briz per Amor & psicodèlia en temps de virus                   | Nacho Casado per Amor, música & lágrimas Ovidi 4 per L'Ovidi se'n va a la Beckett Óscar Briz per Amor & psicodèlia en temps de virus Jonathan Pocoví per El vals de los desobedientes                            |
| Millor disc de música de clàssica contemporània | Spanish Brass per Spanish Brass (a)live                              | Spanish Brass per Spanish Brass (a)live La Dispersione per L'alquimista Duo Álvarez - Luján per Inèrcies Valencia Baryton Project per Haydn: Baryton trios                                                       |
| Millor disc de recuperació de patrimoni musical | Jordi Sanz per Félix de Santos. Obras de concierto                   | Capella de Ministrers per Mediterrània Jordi Sanz per Félix de Santos. Obras de concierto Marta Estal i Daniel Ariño (Duo Palau) per Manuel Palau: música per a veu i piano Trio Cabanilles per Tubarum convivum |
| Millor disc de música tradicional popular       | Grup de Ball Popular Les Folies de Carcaixent per A l'estil del país | Aljub per Cor de magrana Aigua per Noninó Cati Plana i Pau Puig per Tretze vares Grup de Ball Popular Les Folies de Carcaixent per A l'estil del país                                                            |
| Millor disc de fusió i mestissatge              | Besarabia per Animal Republic                                        | Besarabia per Animal Republic Xiomara Abello per Flor de xicoia 2i2quartet per 2020 Eva Olivencia per Viure |
| Millor disc de música urbana                    | Zoo per Llepolies                                                    | Zoo per Llepolies Maluks per Som i vibrem Aina Palmer per Fallanca Dingdong System per La nave de la No Party |
| Millor disc de jazz                             | Sedajazz Big Band & Valmuz per Sinergia                              | Javier Vercher per Agricultural wisdom Alex Conde "Descarga for Bud" per Descarga for Bud Sedajazz Big Band & Valmuz per Sinergia Autòctone per Sons de rapsoda                                                  |
| Millor disc de pop                              | Luis Prado per El tsunami emocional                                  | Luis Prado per El tsunami emocional Júlia per Casa Laura Esparza i Carlos Esteban per Espais Valira per Supernova                                                                                                |
| Millor disc de rock                             | Santero y los Muchachos per Cantina                                  | Santero y los Muchachos per Cantina Junior Mackenzie per Now that we are dead Joe Pask per Jo i el món Mafalda per Les infelices                                                                                 |
| Millor disc de música familiar                  | Marcel el Marcià per Secrets d'una caixa dins d'un calaix            | Marcel el Marcià per Secrets d'una caixa dins d'un calaix Iruixa + Skargots per Iruixa + Skargots Ramonets per Flipa! La Factoria de Sons per Un munt de cançons, vol.3                                          |
| Millor cançó                                    | Óscar Briz per La llum es presenta si la crides                      | Tots els nominats a categories de millor disc per estils |
| Millor disseny                                  | Jorge Lawera per Balboa Lovers de La Dancing Pepa Swing Band         | Carles Rodrigo per Twin de Twin Jorge Lawera per Balboa Lovers de La Dancing Pepa Swing Band Mònica Llop per Jo i el món de Joe Pask Realmente Bravo per Titulares indiscutibles de Hermano Salvaje              |
| Millor vídeo musical                            | Zoo per Llepolies                                                    | Amor Butano per Butano y amor El Triangulista per Plàstic Twin per Plàstic Zoo per Llepolies |
| Millor gira                                     | Zoo per Llepolies                                                    | El Diluvi per Els amants Maluks per Som i vibrem Xavi Sarrià per No s'apaguen les estreles Zoo per Llepolies |
| Millor disc                                     | Sandra Monfort per Niño Reptil Ángel                                 | Tots els nominats a categories de millor disc per estils |
| Premi honorífic                                 | Sedajazz                                                             | Sense nominats |
| Premi del públic                                | Grup de Ball Popular Les Folies de Carcaixent per A l'estil del país | Atorgat per votació a través del web |

## 2022
La 5a edició se celebrà el 16 de desembre de 2022, al Teatre Principal de València. La gala va ser retransmesa en directe per A Punt. Clara Andrés i Marala, amb dos guardons cadascuna foren les artistes més destacades.
| Premis                                                         | Guanyadors                                                          | Nominats |
| -------------------------------------------------------------- | ------------------------------------------------------------------- | --- |
| Artista o grup revelació                                       | Jimena Amarillo per Cómo decirte, mi amor                           | La Cris per Clavíqla de sol (en escorpio) Jimena Amarillo per Cómo decirte, mi amor Marta Margaix per El violí valencià Mr. Sánchez per Llegó con tres heridas                                                                                                |
| Millor disc de cançó d'autor                                   | Clara Andrés per Capfico                                            | Andreu Valor per Un nou món Borja Mompó per Borja Mompó Carles Pastor per Les flors de Txernòbil Clara Andrés per Capfico |
| Millor disc de música de clàssica contemporània i experimental | David Moliner per Physical Sound                                    | David Moliner per Physical Sound Joan Gómez Alemany per 7 works for chamber music and ensemble Jordi Sapena per Salve Monstera Jorge Marredo Rosa per Baizuo                                                                                                  |
| Millor disc de mússica clàssica                                | Identidade per Identidade                                           | Maria Estal i Daniel Ariño per Matilde Salvador: Aires de cançó Identidade per Identidade Jordi Sanz per Romàntic Proyecto Brunetti per Brunetti Divertimenti                                                                                                 |
| Millor disc de música antiga i barroca                         | Amystis per De Ribera & Navarro: Masters of the Spanish Renaissance | Amystis per De Ribera & Navarro: Masters of the Spanish Renaissance Elia Casanova & Alfred Fernández per Elvas. Quien te traxo el cavallero Jota Martínez per Instrumentarium musical alfonsí Mediterrània Consort per G.F. Händel. Complete recorder sonatas |
| Millor disc de música tradicional popular                      | Marala per Jota de morir                                            | Marala per Jota de morir Noelia Llorens, Titana per Titana OMAC per Trencadís Tradifusió per Empeltant arrels |
| Millor disc de fusió i mestissatge                             | Xavi Sarrià per Causa                                               | Ales Cesarini per Blackmantra Auxili per Guaret El Diluvi per Present Xavi Sarrià per Causa |
| Millor disc de música urbana                                   | JazzWoman per Atlantis                                              | Cactus per Mode avió JazzWoman per Atlantis Malparlat per Sentimantral Pupil·les per Tot i res |
| Millor disc de jazz                                            | Screaming Pillows per Screaming Pillows & The Liao Brass            | Alexey León per Influenciado Marquina Selfa Trio per Carpesa Estesa Miquel Álvarez per Martinete a Trane Screaming Pillows per Screaming Pillows & The Liao Brass                                                                                             |
| Millor disc de pop                                             | Neus Ferri per Llar                                                 | Nacho Casado per Disco Bleu Neus Ferri per Llar Novembre Elèctric per Memento Tardor i May Ibáñez per Veta |
| Millor disc de rock                                            | Smoking Souls per La cura                                           | Ciudad Jara per Cinema Funkiwis per Mambo Johnny B. Zero per Violets Smoking Souls per La cura |
| Millor disc de música per a famílies                           | Sedajazz per Los cuentos de Sedajazz                                | Artea Espai per Piratas, el secreto del árbol Dani Miquel per Volem Marcel el Marcià per PatxaMare Sedajazz per Los cuentos de Sedajazz |
| Millor cançó                                                   | Xavi Sarrià per No s’apaguen les estreles al disc Causa             | Tots els nominats a categories de millor disc per estils |
| Millor disseny                                                 | Jaume Marco per Capfico de Clara Andrés                             | Enric Alepuz per La cura de Smoking Souls Enric Alepuz per Un món nou d'Andreu Valor Germán Enguix per Cinema de Ciudad Jara Jaume Marco per Capfico de Clara Andrés                                                                                          |
| Millor vídeo musical                                           | Javi Polo per Violets de Johnny B. Zero                             | Icònic per Her de La Fúmiga Javi Polo per Violets de Johnny B. Zero Miguel Yubero per Gin de Caramelo Pau Berga per Panya de Zoo |
| Millor gira                                                    | Zoo per Llepolies                                                   | La Fúmiga per Fotosíntesi Smoking Souls per La cura Xavi Sarrià per Causa Zoo per Llepolies |
| Millor disc                                                    | Marala per Jota de morir                                            | Tots els nominats a categories de millor disc per estils |
| Premi honorífic                                                | Associació En Viu                                                   | Sense nominats |
| Premi del públic                                               | Noelia Llorens, Titana per Titana                                   | Atorgat per votació a través del web |